# John C. Reilly
John Christopher Reilly (ur. 24 maja 1965 w Chicago w Illinois) – amerykański aktor charakterystyczny, komik, pisarz, producent i piosenkarz.

## Życiorys
Jego dziadkowie ze strony matki byli pochodzenia litewskiego, podczas gdy ojciec miał korzenie irlandzkie, niemieckie, francusko-kanadyjskie i szkockie. W 1983 ukończył Brother Rice High School w Mount Greenwood. W 1987 ukończył studia na wydziale dramatu na Uniwersytecie DePaul.
Zadebiutował rolą starszego szeregowego Herberta Hatchera w dramacie wojennym Brian de Palma Ofiary wojny (Casualties of War, 1989) u boku Michaela J. Foxa i Seana Penna, z którym spotkał się na planie komedii Neila Jordana Nie jesteśmy aniołami (We’re No Angels, 1989) jako mnich i dramatu kryminalnego Phila Joanou Stan łaski (State of Grace, 1990), w którym zagrał irlandzkiego chuligana o imieniu Stevie McGuire. W czerwcu 1990 został obsadzony w roli Bucka Brethertona, członka załogi NASCAR w dramacie sportowym Tony’ego Scotta Szybki jak błyskawica (Days of Thunder) z udziałem Toma Cruise’a.
Paul Thomas Anderson zaangażował go do swojego debiutu Sydney (1996) w roli Johna Finnegana i dramatu Boogie Nights (1997) w roli aktora pornograficznego. W 2000 za rolę Lee w sztuce Sama Sheparda Prawdziwy zachód na Broadwayu zdobył nominację do Tony Award. Jako Amos Hart, naiwny, prostoduszny, ale oddany mąż Roxie (Renée Zellweger) w filmie Roba Marshalla Chicago (2002) został nominowany do Oscara dla najlepszego aktora drugoplanowego i Złotego Globu. W 2005 powrócił na Broadway jako Stanley Kowalski w spektaklu Tennessee Williamsa Tramwaj zwany pożądaniem z Natashą Richardson. W 2009 był nominowany do Grammy Award za piosenkę „Walk Hard”, której jest autorem i którą wykonał w komedii muzycznej Idź twardo: Historia Deweya Coxa (Walk Hard: The Dewey Cox Story, 2007).
Przewodniczył obradom jury sekcji "Un Certain Regard" na 76. MFF w Cannes (2023).

## Filmografia
- Ofiary wojny (Casualties of War, 1989) jako Hatcher
- Nie jesteśmy aniołami (We’re No Angels, 1989)
- Szybki jak błyskawica (Days of Thunder, 1990) jako Buck Bretherton
- Stan łaski (State of Grace, 1990) jako Stevie McGuire
- Zwariowane wakacje (Out on a Limb, 1992) jako Jim Jr.
- Hoffa (1992) jako Pete Conelly
- Cienie we mgle (Shadows and Fog, 1992) jako policjant
- Co gryzie Gilberta Grape’a (What’s Eating Gilbert Grape, 1993) jako Tucker Van Dyke
- Fallen Angels (1993)
- Dzika rzeka (The River Wild, 1994) jako Terry
- Georgia (1995) jako Herman
- Dolores (Dolores Claiborne, 1995) jako Frank Stamshaw
- Chłopcy (Boys, 1996) jako Kellogg Curry
- Sydney (1996) jako John
- Nocna straż (Nightwatch, 1997) jako inspektor Bill Davis
- Boogie Nights (1997) jako Reed Rothchild
- Cienka czerwona linia (The Thin Red Line, 1998) jako Sgt. Storm
- Diabelna taksówka (Chicago Cab, 1998) jako Steve
- Ten pierwszy raz (Never Been Kissed, 1999) jako Gus
- Gra o miłość (For Love of the Game, 1999) jako Gus Sinski
- Magnolia (1999) jako Jim Kurring
- Polisa (The Settlement, 1999) jako Pat
- Gniew oceanu (The Perfect Storm, 2000) jako Dale Murph Murphy
- Party na słodko (The Anniversary Party, 2001) jako Mac Forsyth
- Frank's Book (2001) jako Frank
- Gangi Nowego Jorku (Gangs of New York, 2002) jako 'Happy' Jack Mulraney
- Godziny (The Hours, 2002) jako Dan Brown
- Życiowe rozterki (The Good Girl, 2002) jako Phil Last
- Chicago (2002) jako Amos Hart
- Piggie  (2003)
- Dwóch gniewnych ludzi (Anger Management, 2003) jako Arnie Shankman
- Criminal – Wielki przekręt (Criminal, 2004) jako Richard Gaddis
- Aviator (The Aviator, 2004) jako Noah Dietrich
- Are You the Favorite Person of Anybody?  (2005)
- Dark Water – Fatum (Dark Water, 2005) jako pan Murray
- Ricky Bobby – Demon prędkości (Talladega Nights: The Ballad of Ricky Bobby, 2006) jako Cal Naughton
- A Prairie Home Companion (2006) jako Dusty
- Tenacious D: Pick of Destiny (2006) jako Sasquatch
- Idź twardo: Historia Deweya Coxa (Walk Hard: The Dewey Cox Story2007) jako Dewey Cox
- Rok psa (Year of the Dog, 2007) jako Al
- Bracia przyrodni (Step Brothers, 2008) jako Dale Doback
- Nowe stanowisko (The Promotion, 2008) jako Richard
- Asystent wampira (Cirque du Freak: The Vampire’s Assistant, 2009) jako Larten Crepsley
- We Need to Talk About Kevin (2010) jako Franklin
- Cyrus (2010) jako John
- The Extra Man (2010)
- Rzeź (Carnage, 2011) jako Michael Longstreet
- Strażnicy Galaktyki (Guardians of the Galaxy, 2014) jako Rhomann Dey
- Bracia Sisters (The Sisters Brother, 2018) jako Eli Sisters

### Głosy
- 9 (2009) jako 5 (głos)
- Ralph Demolka (2012) jako Ralph
- Sing (2016) jako Eddie Noodleman
- Szkoła życia Eddiego (2017) jako Eddie Noodleman